# Dicranoptycha caesia caesia
Dicranoptycha caesia caesia is een ondersoort van de tweevleugelige Dicranoptycha caesia uit de familie steltmuggen (Limoniidae). De soort komt voor in het Palearctisch gebied.